# Condado de Bourbon (Kentucky)
El condado de Bourbon (en inglés: Bourbon County), fundado en 1786, es uno de los 120 condados del estado estadounidense de Kentucky. En el año 2000 tenía una población de 19 360 habitantes con una densidad poblacional de 25 personas por km². La sede del condado es Paris. El condado es célebre por haber dado su origen al bourbon. Organizativamente pertenece al Área Estadística Metropolitana Lexington-Fayette.

## Geografía
Según la Oficina del Censo, el condado tiene un área total de 756 km² (291,9 mi²), de la cual 754 km² (291,1 mi²) es tierra y 3 km² (1,2 mi²) (0,08%) es agua.

### Condados adyacentes
- Condado de Harrison (noroeste)
- Condado de Nicholas (nordeste)
- Condado de Bath (este)
- Condado de Montgomery (sudeste)
- Condado de Clark (sur)
- Condado de Fayette (suroeste)
- Condado de Scott (oeste)

## Historia
El condado de Bourbon se formó el 17 de octubre de 1785 a partir de secciones del Condado de Fayette. Recibió su nombre de la familia real francesa.

## Demografía
En el 2000 la renta per cápita promedia del condado era de $35 038, y el ingreso promedio para una familia era de $42 294. En 2000 los hombres tenían un ingreso per cápita de $30 989 versus $23 467 para las mujeres. El ingreso per cápita para el condado era de $18 335. Alrededor del 14,00% de la población estaba bajo el umbral de pobreza nacional.

## Ciudades y pueblos
- Millersburg
- North Middletown
- Paris
- Cane Ridge
- Clintonville
- Little Rock
- Ruddles Mills
- Centerville